# DI4RIES
DI4RIES (Originaltitel: DI4RI) ist eine italienische Jugendserie, die von der Produktionsfirma Stand By Me umgesetzt wurde. In Italien fand die Premiere der Serie am 18. Mai 2022 auf Netflix statt. Im deutschsprachigen Raum erfolgte die Erstveröffentlichung der Serie am 26. Juli 2022 durch Netflix.

## Handlung
In jeder Episode übernimmt einer der Protagonisten die Rolle des Erzählers und gibt die Geschichte ähnlich einem persönlichen Tagebucheintrag wieder. Der Zuschauer nimmt die Perspektive dieser Person ein, die aus ihrer Sicht über die Ereignisse in der Klasse 2ªD des örtlichen Gymnasium berichtet. Die Schüler sprechen direkt zum Publikum und zeigen ihre Gefühle ungefiltert. Auf diese Weise verflechten sich die Geschichten von Pietro, Livia, Isabel, Daniele, Monica, Giulio, Mirko und Arianna von einer Episode zur nächsten zu einer chorischen Erzählung, welche die verschiedenen Facetten des Erwachsenwerdens widerspiegelt. In der Geschichte entwickeln sich sowohl die eigene Individualität als auch die Gruppenidentität der Kinder weiter.

## Besetzung und Synchronisation
Die deutschsprachige Synchronisation entstand nach den Dialogbüchern von Marina Lemme, Alexandra Vyhnalek, Mark Kuhn, Michael Egeler und Lion Geissler sowie unter der Dialogregie von Marina Lemme durch die Synchronfirma Iyuno-SDI Group Germany in Berlin.

### Hauptdarsteller
| Rolle             | Schauspieler          | Staffel | Synchronsprecher     |
| ----------------- | --------------------- | ------- | -------------------- |
| Pietro Maggi      | Andrea Arru           | 1–2     | Paul-Lino Krenz      |
| Livia Mancini     | Flavia Leone          | 1–2     | Amelie Plaas-Link    |
| Daniele Parisi    | Biagio Venditti       | 1–2     | Nando Schmitz        |
| Isabel Diop       | Sofia Nicolini        | 1–2     | Melinda Rachfahl     |
| Giulio Paccagnini | Liam Nicolosi         | 1–2     | Linus Drews          |
| Monica Piovani    | Federica Franzellitti | 1–2     | Anna Amalie Blomeyer |
| Arianna Rinaldi   | Francesca La Cava     | 1–2     | Özge Kayalar         |
| Mirko Valenti     | Pietro Sparvoli       | 1–2     | David Kunze          |
| Bianca Laremi     | Fiamma Parente        | 2       | Daniela Molina       |

### Nebendarsteller
| Rolle             | Schauspieler          | Staffel | Synchronsprecher       |
| ----------------- | --------------------- | ------- | ---------------------- |
| Michele           | Massimo Pio Giunto    | 1–2     | Simon Kunze            |
| Silverio          | Lorenzo Nicolò        | 1–2     | Jonas Frenz            |
| Schulleiter       | Alessandro Procoli    | 1–2     | Hanns-Jörg Krumpholz   |
| Englischlehrer    | Gianluigi Calvani     | 1–2     | Matthias Busch         |
| Mathelehrerin     | Stella Rotondaro      | 1–2     | Joanna Castelli        |
| Sportlehrer       | Robert Madison        | 1–2     | Christian Intorp       |
| Mutter von Livia  | Chiara Ricci          | 1–2     | Daniela Schneider      |
| Mutter von Pietro | Sara Zanier           | 1–2     | Tanja Fornaro          |
| Vater von Pietro  | Luca Scapparone       | 1–2     | Olaf Meyer             |
| Vater von Giulio  | Francesco Simon       | 1–2     | Daniel Johannes        |
| Paolo Agresti     | Fortunato Cerlino     | 1       | Matthias Friedrich     |
| Lucia             | Marta Latino          | 1       | Caroline Walch         |
| Matteo            | Alessandro Laffi      | 1       | Jonas Schmidt-Foß      |
| Damiano           | Narciso Santiago      | 1       | Finn Posthumus         |
| Nico              | Federico Cempella     | 1       | Till Flechtner         |
| Elisa             | Valentina Scimè       | 1       | Aliana Schmitz         |
| Claire            | Yassine Mbaye         | 1       | Milena Rybiczka        |
| Lamberto          | Edoardo Esposito      | 1       | Domenic Redl           |
| Ferrucci          | Fiorenza Tessari      | 1       | Harriet Kracht         |
| Katia             | Emily Shaqiri         | 2       | Katharina Schwarzmaier |
| Roby              | Gabriele Taurisano    | 2       | Mik Dankou             |
| Sara              | Martina Frosini       | 2       | Jenny van der Wall     |
| Emma              | Viola Sartoretto      | 2       | Diana Ebert            |
| Caterina          | Danila Stalteri       | 2       | Carolin Brunk          |
| Emanuele          | Matteo Uboldi         | 2       | Vincent Borko          |
| Nina              | Barbara De Benedictis | 2       | Sophie Röhrmoser       |
| Kevin             | Kevin Castillo        | 2       | Sebastian Rettinghaus  |

### Gastdarsteller
| Rolle             | Schauspieler        | Staffel | Synchronsprecher     |
| ----------------- | ------------------- | ------- | -------------------- |
| Tancredi Cantù    | Tancredi Cantù      | 1       | Finlay Kühn          |
| Larissa Iapichino | Larissa Iapichino   | 1       | Vivien Gilbert       |
| Pow3r             | Giorgio Calandrelli | 2       | Alexander Ziegenbein |

## Episodenliste

### Staffel 1
| Nr. (ges.) | Nr. (St.) | Deutscher Titel | Originaltitel | Erstveröffentlichung (Italien) | Deutschsprachige Erstveröffentlichung (D/A/CH) |
| ---------- | --------- | --------------- | ------------- | ------------------------------ | ---------------------------------------------- |
| 1          | 1         | Folge 1         | Episodio 1    | 18. Mai 2022                   | 26. Juli 2022                                  |
| 2          | 2         | Folge 2         | Episodio 2    | 18. Mai 2022                   | 26. Juli 2022                                  |
| 3          | 3         | Folge 3         | Episodio 3    | 18. Mai 2022                   | 26. Juli 2022                                  |
| 4          | 4         | Folge 4         | Episodio 4    | 18. Mai 2022                   | 26. Juli 2022                                  |
| 5          | 5         | Folge 5         | Episodio 5    | 18. Mai 2022                   | 26. Juli 2022                                  |
| 6          | 6         | Folge 6         | Episodio 6    | 18. Mai 2022                   | 26. Juli 2022                                  |
| 7          | 7         | Folge 7         | Episodio 7    | 18. Mai 2022                   | 26. Juli 2022                                  |
| 8          | 8         | Folge 8         | Episodio 8    | 18. Mai 2022                   | 26. Juli 2022                                  |
| 9          | 9         | Folge 9         | Episodio 9    | 18. Mai 2022                   | 26. Juli 2022                                  |
| 10         | 10        | Folge 10        | Episodio 10   | 18. Mai 2022                   | 26. Juli 2022                                  |
| 11         | 11        | Folge 11        | Episodio 11   | 18. Mai 2022                   | 26. Juli 2022                                  |
| 12         | 12        | Folge 12        | Episodio 12   | 18. Mai 2022                   | 26. Juli 2022                                  |
| 13         | 13        | Folge 13        | Episodio 13   | 18. Mai 2022                   | 26. Juli 2022                                  |
| 14         | 14        | Folge 14        | Episodio 14   | 18. Mai 2022                   | 26. Juli 2022                                  |
| 15         | 15        | Folge 15        | Episodio 15   | 18. Mai 2022                   | 26. Juli 2022                                  |

### Staffel 2
| Nr. (ges.) | Nr. (St.) | Deutscher Titel | Originaltitel | Erstveröffentlichung (Italien) | Deutschsprachige Erstveröffentlichung (D/A/CH) |
| ---------- | --------- | --------------- | ------------- | ------------------------------ | ---------------------------------------------- |
| 16         | 1         | Folge 1         | Episodio 1    | 14. Sep. 2023                  | 10. Okt. 2023                                  |
| 17         | 2         | Folge 2         | Episodio 2    | 14. Sep. 2023                  | 10. Okt. 2023                                  |
| 18         | 3         | Folge 3         | Episodio 3    | 14. Sep. 2023                  | 10. Okt. 2023                                  |
| 19         | 4         | Folge 4         | Episodio 4    | 14. Sep. 2023                  | 10. Okt. 2023                                  |
| 20         | 5         | Folge 5         | Episodio 5    | 14. Sep. 2023                  | 10. Okt. 2023                                  |
| 21         | 6         | Folge 6         | Episodio 6    | 14. Sep. 2023                  | 10. Okt. 2023                                  |
| 22         | 7         | Folge 7         | Episodio 7    | 14. Sep. 2023                  | 10. Okt. 2023                                  |
| 23         | 8         | Folge 8         | Episodio 8    | 6. Dez. 2023                   | 9. Jan. 2024                                   |
| 24         | 9         | Folge 9         | Episodio 9    | 6. Dez. 2023                   | 9. Jan. 2024                                   |
| 25         | 10        | Folge 10        | Episodio 10   | 6. Dez. 2023                   | 9. Jan. 2024                                   |
| 26         | 11        | Folge 11        | Episodio 11   | 6. Dez. 2023                   | 9. Jan. 2024                                   |
| 27         | 12        | Folge 12        | Episodio 12   | 6. Dez. 2023                   | 9. Jan. 2024                                   |
| 28         | 13        | Folge 13        | Episodio 13   | 6. Dez. 2023                   | 9. Jan. 2024                                   |
| 29         | 14        | Folge 14        | Episodio 14   | 6. Dez. 2023                   | 9. Jan. 2024                                   |